# Stèle des vautours
La stèle des vautours, ou stèle de victoire d'Eannatum, roi de Lagash, est une stèle historiée datée des dynasties archaïques III (2500-2340 av. J.-C.), vers 2450 av. J.-C. commémorant la victoire de la cité-État Lagash sur sa rivale Umma. Elle a été exhumée en état fragmentaire sur le site de Tello (l'antique Girsu) en Mésopotamie. Il s'agit de la première stèle historiée connue, insistant sur une victoire militaire et le rôle guerrier du souverain. Elle est conservée au département des Antiquités Orientales du musée du Louvre.

## Contexte historique
Cette stèle commémore la victoire de la cité de Lagash sur son ennemie Umma vers 2340 av. J.-C. Le conflit opposait les deux cités en raison d'un bout de terrain attribué par le roi de Kish Mesilim à Lagash un siècle plus tôt mais que revendiquait la cité d'Umma.
La stèle présente sur ses deux faces un texte en sumérien de 830 lignes, écrit à la première personne au nom du roi Eannatum afin de glorifier sa victoire. Il s'agit du plus important document historique de l'époque des dynasties archaïques.

## Description

### Face historique
La stèle présente deux faces : l'une historique, l'autre mythologique. La première face illustre la bataille ayant opposé les cités de Lagash et de Umma. Elle est divisée en cinq registres.

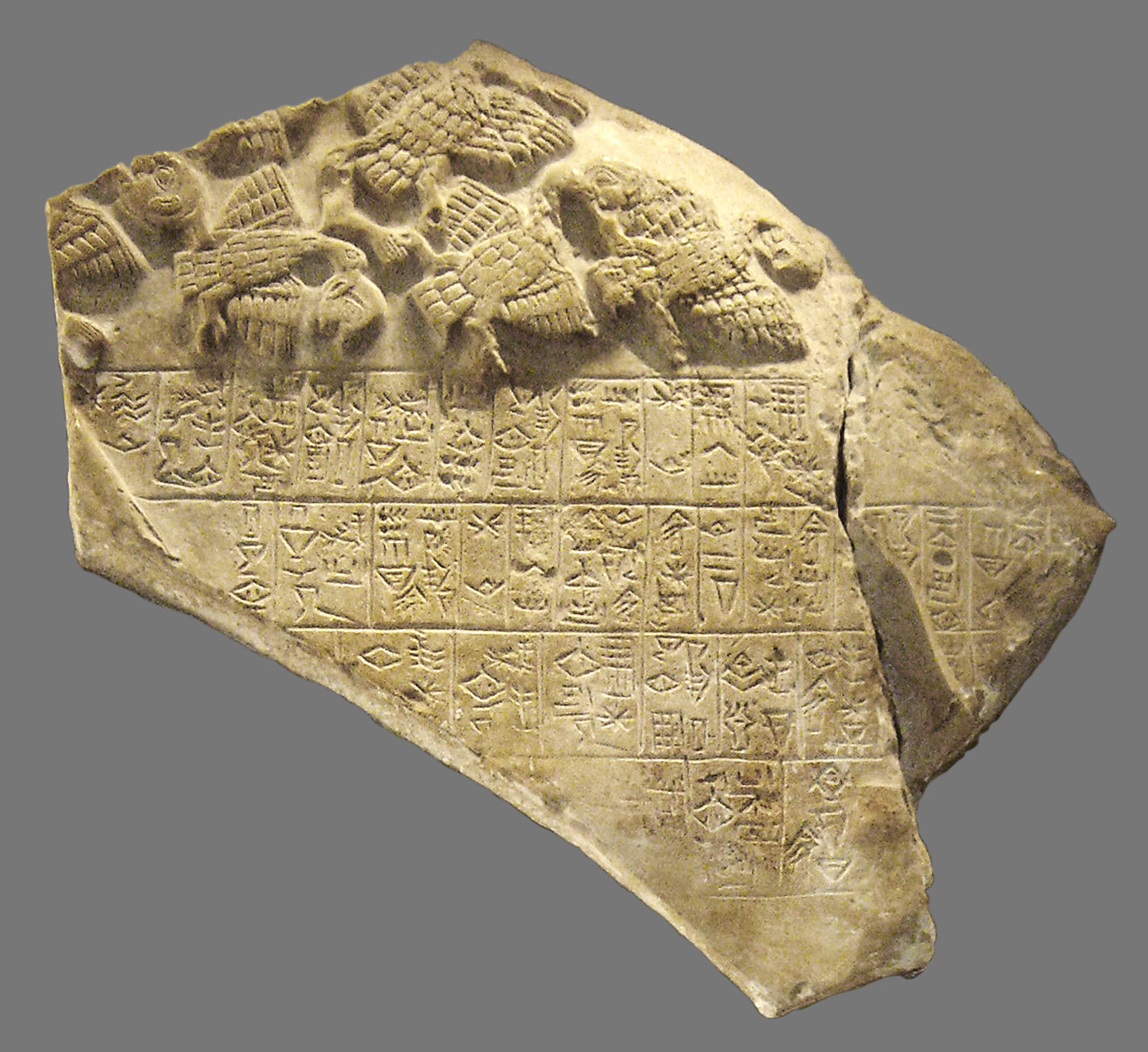
Les vautours emportant les restes des ennemis vaincus

Seul un fragment du premier registre, extrêmement parcellaire comme l'ensemble de la stèle, est aujourd'hui conservé en haut à droite de l’œuvre. Il donne son nom à la stèle puisque l'on y voit un groupe de vautours dévorant des restes humains. Le spectateur doit ici comprendre que les restes humains sont ceux des soldats de la cité d'Umma, ennemie de Lagash dont le roi Eannatum a fait ériger la stèle.

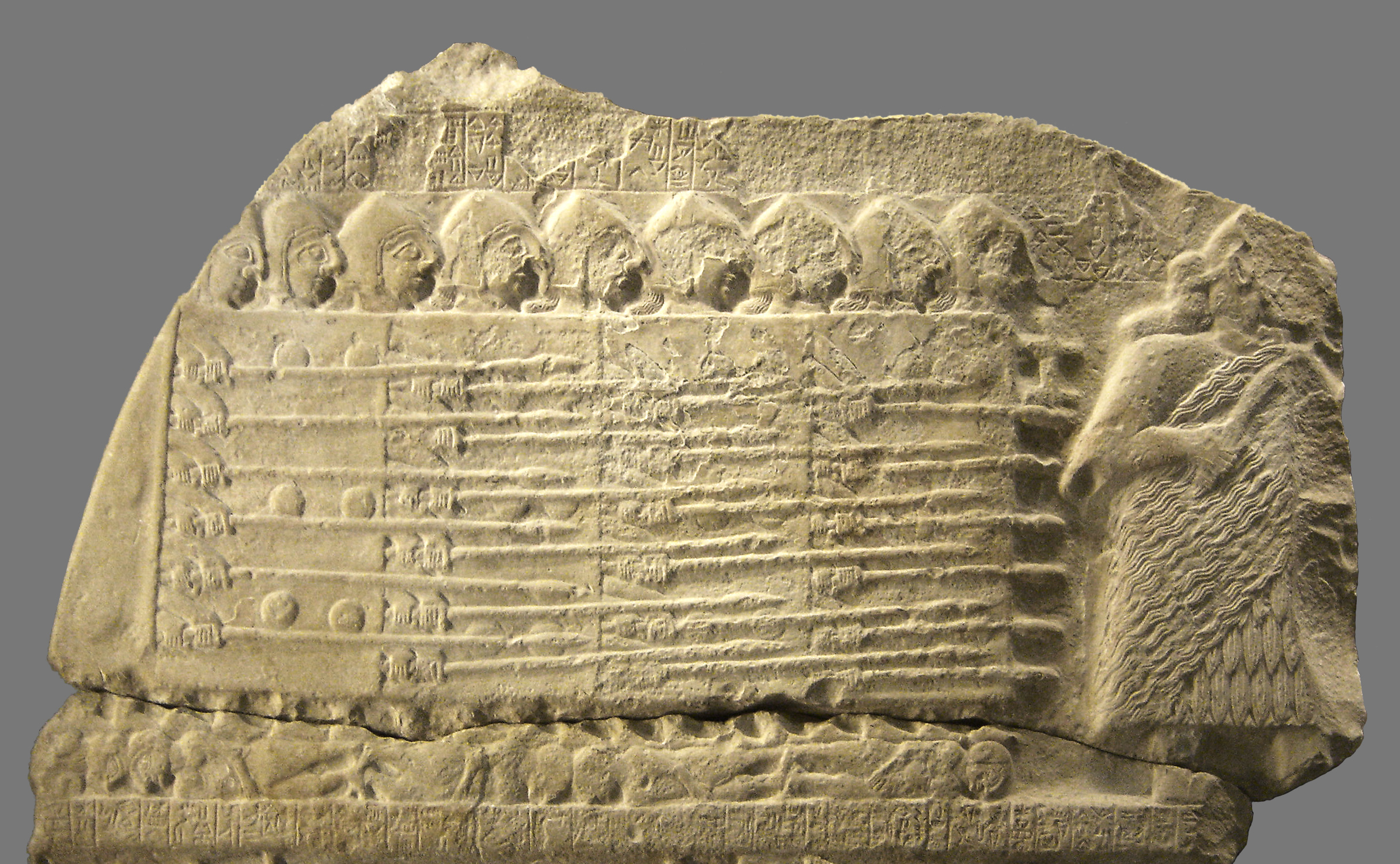
Détail du deuxième registre

Au second registre, plus complet, les troupes de Lagash s'avancent en rang, armées de lances et de boucliers, piétinant les corps de leurs adversaires, menées par leur roi vers ces derniers. Ceux-ci sont d'ores et déjà vaincus. Les soldats de la cité d'Umma sont ainsi représentés dénudés, attachés, entassés les uns sur les autres. On observe une profonde dichotomie dans la scène entre d'une part les troupes d'Eannatum, puissantes, organisées, où tous les soldats sont exactement identiques, dans une stricte isocéphalie alors que les soldats d'Umma sont chétifs, vaincus et désorganisés. Eannatum est quant à lui reconnaissable à sa coiffe, caractéristique des souverains de cette période. Le musée de Bagdad en conserve d'ailleurs un exemplaire, daté de cette période, ayant appartenu à Meskalamdug, prince de la cité d'Ur. Il s'agit d'un casque en or, reproduisant la chevelure et les oreilles du roi. Ce dernier n'est pas représenté en taille héroïque vis-à-vis de ses soldats. Le souverain n'est à cette époque qu'un administrateur au service du dieu de la cité, Ningirsu. Cette stèle est pour autant la première connue à faire l'éloge d'un souverain, idéologie qui sera considérablement développée lors de la période suivante, à Akkad, comme sur la stèle de victoire du roi Naram-Sin.
|                                                                      |  |  |
| Détail du troisième registre, avec à droite un gros-plan d'Eannatum. |  |  |

Le troisième registre voit s'avancer l'armée de Lagash avec à nouveau à sa tête Eannatum. Ce dernier est ici monté sur un char dont ne subsiste aujourd'hui qu'une partie et s'apprête à donner un coup de lance dans la direction des soldats d'Umma. Néanmoins, cette partie de la stèle est aujourd'hui détruite. Il s'agit du défilé après la victoire. Le kaunakès porté par les soldats et le roi est ici clairement visible. Cette longue robe en mèches laineuses se retrouve sur toutes les représentations de l'époque.
Au quatrième registre, ont lieu les rituels suivant la bataille. Les corps des défunts empilés à gauche sont recouverts d'un tumulus dont la construction est l’œuvre des personnages grimpant à une échelle pour y déverser la terre qu'ils transportent dans des paniers. À côté, se trouve un prêtre en nudité rituelle procédant à des libations devant un personnage assis dont il ne reste plus que les pieds, soit le roi, soit le dieu de la cité.
Enfin, le registre inférieur n'est conservé que dans une très faible mesure. Seule une lance tenue par une main est visible, atteignant la tête d'un personnage situé à l'opposé du registre. Il s'agit probablement là du roi Eannatum exécutant son adversaire, le roi d'Umma.

### Face mythologique

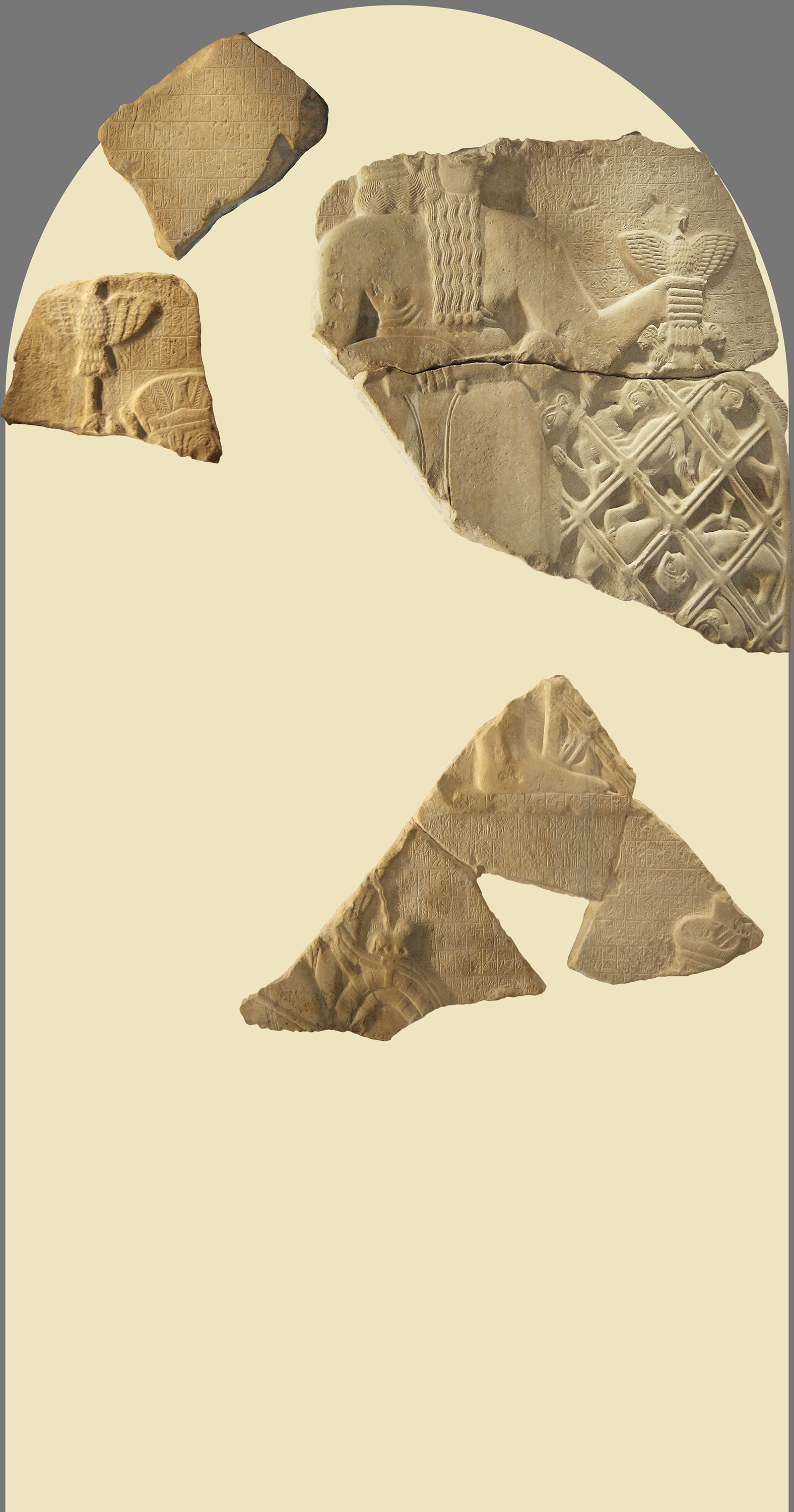
Reconstitution de la face mythologique

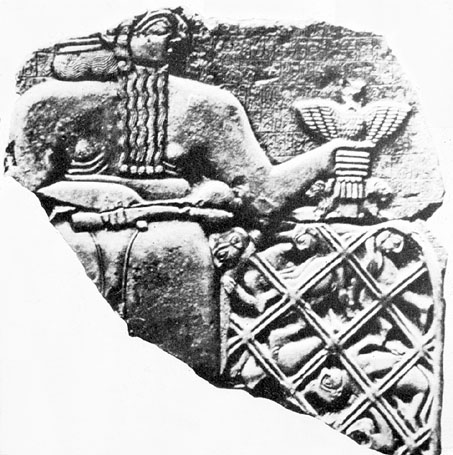
Sur le premier registre, Ningirsu assenant un coup de massue au roi d'Umma.

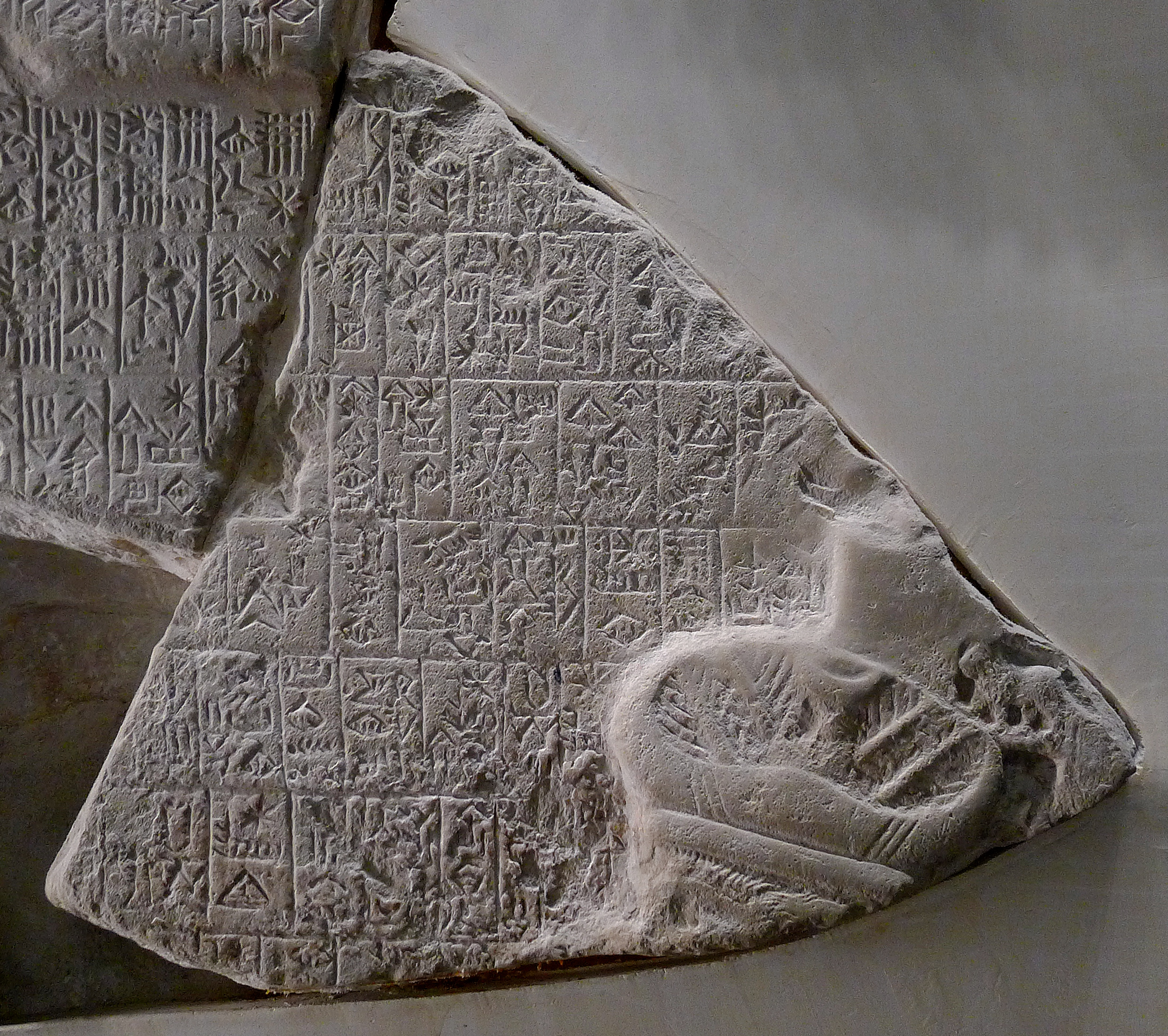
Texte figurant sur la partie droite du fragment du second registre.

La face mythologique de la stèle n'est quant à elle composée que de deux registres. Le premier, occupant les deux tiers de la hauteur, nous montre le dieu Ningirsu, reconnaissable à sa très grande taille, tenant dans sa main gauche son animal attribut, l'aigle léontocéphale Anzû. Celui-ci tient dans ses serres deux lions formant les poignées d'un grand filet dans lequel sont entassés des hommes. Il s'agit là des ennemis de Lagash, capturés lors de la bataille et offerts à Ningirsu. Ce dernier, de sa main droite assène un coup de massue sur la tête de l'un d'entre eux dont la tête dépassait du filet, le roi d'Umma. À la droite du dieu, se trouve Ninhursag, mère de Ningirsu qui lui avait offert Anzû.
Au second registre, le dieu est également représenté, sur un char cette fois-ci, probablement tiré par des animaux fantastiques (aujourd'hui disparus) faisant face à sa mère.